# Palma, Mozambic

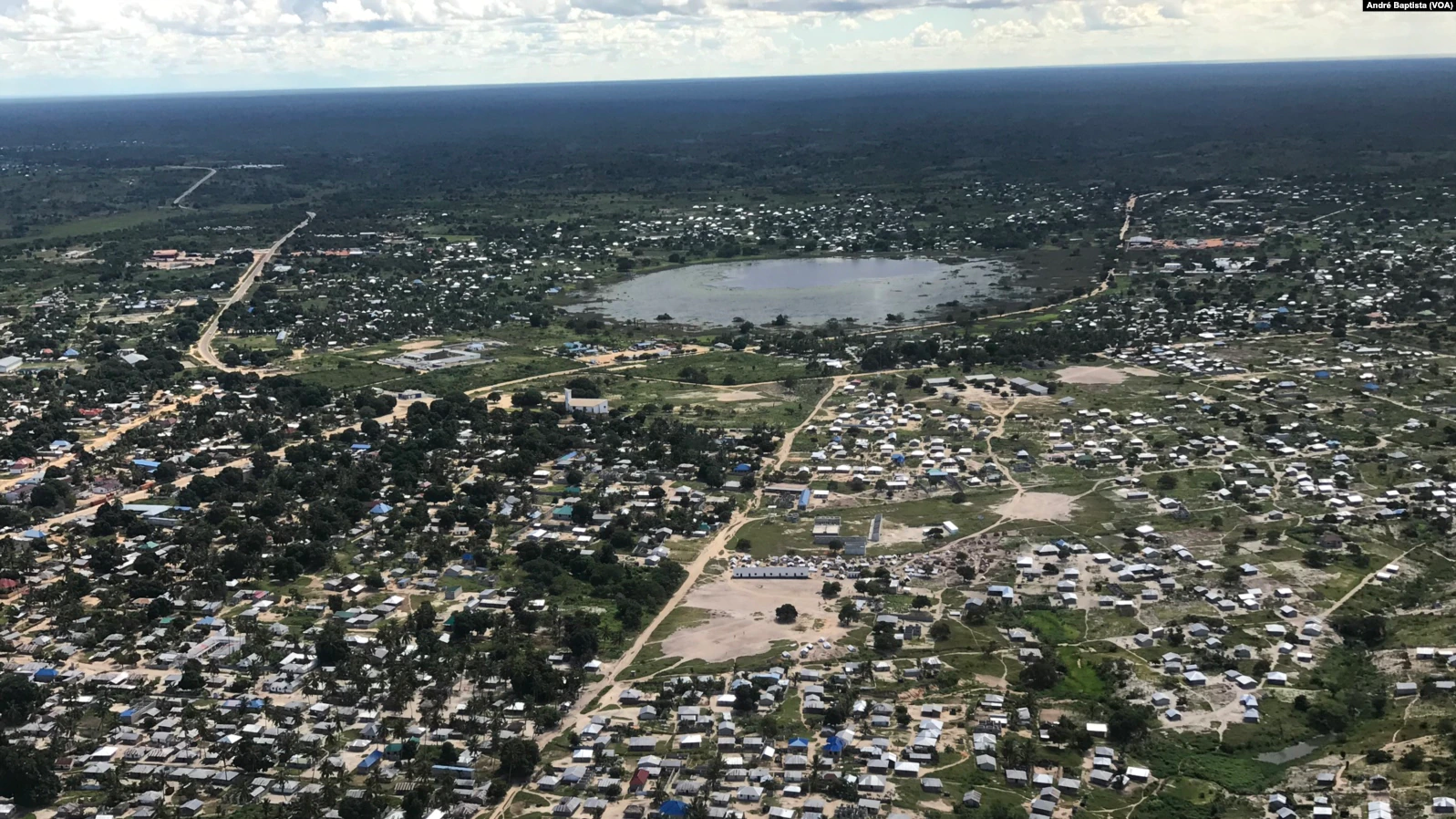
Palma (2021)

Palma este un oraș în Mozambic, aflat în sud, la granița cu Tanzania. Este cunoscut pentru împletituri (de nuiele) și producerea covoarelor.